# Пьер II де Монморанси-Фоссё
Пьер II де Монморанси (фр.  Pierre II de Montmorency; 23 февраля 1584 — 29 сентября 1615), 3-й маркиз де Тюри, барон де Фоссё, сеньор де Куртален — французский придворный.
Сын Анна де Монморанси-Фоссё и Мари де Бон.
Наследовал отцу в восьмилетнем возрасте. Был пожалован королём в рыцари ордена Святого Михаила. Женился на сестре королевского советника Франсуа дю Валя, виконта Корбея.

## Семья
Жена (12.09.1610): Шарлотта дю Валь де Бреванн-Фонтене, дочь Жермена III дю Валь де Бреванн-Фонтене, наследного виконта де Корбей, и Мари дю Мулине
Дети:
- Мари де Монморанси-Фоссё (1611—1664). Муж (1637): Ги Арбалест, виконт де Мелён (ум. 1646)
- Франсуа де Монморанси-Фоссё (4.11.1614 — 25.02.1684), маркиз де Тюри. Жена (1644): Изабель де Арвиль (1629—21.10.1712), дочь Антуана де Арвиля, сеньора де Палезо, и Изабели Фавье де Буле

Бастарды:
- Леонор, бастард де Монморанси. Муж: N дю Пон
- Франсуа-Сезар (1607— ), бастард де Монморанси, сеньор де Лардьер. Жена (1647): Мари де Муссю д’Андилу, дочь Паскье де Муссю д’Андилу, сеньора де Ла Базильера, и Мари Серро